# Wieringerwerf
Wieringerwerf est un village situé dans la commune néerlandaise de Hollands Kroon, dans la province de la Hollande-Septentrionale. En 2007, le village comptait 5 577 habitants.
En 1931, on a commencé à construire les premières maisons dans ce nouveau village.